# میلتن (انتاریو)
میلتن (به انگلیسی: Milton) یک شهرک در کانادا است که در Regional Municipality of Halton واقع شده‌است. میلتن ۱۱۰٬۱۲۸ نفر جمعیت دارد و ۱۹۵ متر بالاتر از سطح دریا واقع شده‌است.